# SKV Rutesheim
Die SKV Rutesheim (offiziell: Sport und Kulturvereinigung Rutesheim 1945 e. V.) ist ein Mehrspartenverein aus dem württembergischen Rutesheim mit insgesamt 1.807 Mitgliedern (Stand: März 2013). Neben Fußball betreibt der Verein noch die Abteilungen Handball, Turnen, Volleyball, Tischtennis, Sportabzeichen, Lauf-Treff, Walking-Treff und als Kultursparte die Sängerabteilung.
Überregionale Bekanntheit erlangte der Verein durch seine Fußballmannschaft, die in der Saison 1975/76 in der damals drittklassigen 1. Amateurliga spielte. Heute spielt das Team, nach zwischenzeitlichem Abstieg bis in die Kreisliga, in der Verbandsliga Württemberg.

## Geschichte
Die Sport- und Kulturvereinigung Rutesheim 1945 e. V. wurde am 30. September 1945 gegründet und trat die Rechtsnachfolge der 1933 von den Nationalsozialisten aufgelösten Freien Sportvereinigung (gegründet am 17. Juli 1920) an. Der bislang größte Erfolg gelang den Fußballern der SKV Rutesheim mit dem Aufstieg in die damals drittklassige Amateurliga Nordwürttemberg im Jahr 1976. Als Neuling stieg der Verein jedoch bereits in der Folgesaison als Tabellenletzter mit nur 10:50 Punkten und 23:66 Toren wieder ab.
Nachdem sich die 1. Mannschaft bis 1989 in der Landesliga Württemberg hielt, folgte der Abstieg bis in die Kreisliga. Erst im Jahr 2001 gelang dem Team die Meisterschaft in der Kreisliga A und damit der Aufstieg in die Bezirksliga Enz/Murr. Nach nur vier Jahren in der Bezirksliga schaffte man 2005 unter dem Trainer Christian Hofberger den Aufstieg in die Landesliga Staffel 1. Im ersten Jahr erreichte man einen guten 9. Platz. Trainer Christian Hofberger zog es anschließend zum Oberligisten VfL Kirchheim/Teck. Als neuer Trainer kam Lothar Mattner, der mit dem Team im Debütjahr gleich Platz 2 erreichte. Damit qualifizierte sich die SKV für die Aufstiegsrelegation, in der sie aber gegen den 1. FC Frickenhausen den Kürzeren zog. Im folgenden Jahr, die Saison 2007/08 konnte der Erfolg aus dem Vorjahr allerdings noch getoppt werden. Man wurde souverän Meister der Landesliga und stieg somit direkt in die Verbandsliga Württemberg auf. Im ersten Jahr 2008/09 noch unter Trainer Lothar Mattner wurde ein respektabler 10. Platz erreicht. Der Trainer Mattner wechselte danach zum Oberligisten 1. FC Normannia Gmünd. Nachfolger wurde Wolfgang Lamitschka, der vom GSV Maichingen kam. Nachdem Lamitschka nach einem halben Jahr zurückgetreten war, wurde Christian Hofberger wieder Trainer. Im zweiten Verbandsligajahr reichte es nur für den 12. Platz, was die Relegation um den Klassenerhalt bedeutete. Hier verlor man am 20. Juni 2010 im Relegationsspiel im Leiselstadion in Marbach am Neckar gegen den Landesligavizemeister TSV Münchingen mit 0:1. Am 28. Juni 2010 gab der Württembergische Fußballverband bekannt, dass der Oberligaabsteiger TSV Crailsheim seine Mannschaft zurückgezogen hatte und Rutesheim stattdessen doch in der Verbandsliga bleibt.
In der Spielzeit 2010/11 wurde das Team 14. und stieg damit ab. Trainer Christian Hofberger trat daraufhin zurück. Sein Amt übernahm der langjährige Mannschaftskapitän Rolf Kramer. Unter Kramer war die Elf stets in der Spitzengruppe der Landesliga Württemberg. Nachdem man 2015/16 noch in der Aufstiegsrelegation gescheitert war, setzte man sich ein Jahr später durch und war bis zum Abstieg 2023 wieder in der Verbandsliga Württemberg vertreten.

### Erfolge
- Meister der 2. Amateurliga und Aufstieg in 1. Amateurliga (damals 3. Liga) 1975/76
- Meister der Kreisliga A und Aufstieg in Bezirksliga 2001
- Meister der Bezirksliga Enz/Murr und Aufstieg in Landesliga 2004/05
- Meister der Landesliga Staffel 1 und Aufstieg in Verbandsliga Württemberg 2007/08
- „Meister der Meister“ in Württemberg (Erdinger Meister Cup) 2008
- Aufstieg in Verbandsliga Württemberg 2017

### Platzierungen
- 2004/05 – Bezirksliga Enz/Murr (1. Platz)
- 2005/06 – Landesliga, Staffel 1 (9. Platz)
- 2006/07 – Landesliga, Staffel 1 (2. Platz)
- 2007/08 – Landesliga, Staffel 1 (1. Platz)
- 2008/09 – Verbandsliga Württemberg (10. Platz)
- 2009/10 – Verbandsliga Württemberg (12. Platz)
- 2010/11 – Verbandsliga Württemberg (14. Platz)
- 2011/12 – Landesliga, Staffel 1 (3. Platz)
- 2012/13 – Landesliga, Staffel 1 (4. Platz)
- 2013/14 – Landesliga, Staffel 1 (8. Platz)
- 2014/15 – Landesliga, Staffel 1 (3. Platz)
- 2015/16 – Landesliga, Staffel 1 (2. Platz)
- 2016/17 – Landesliga, Staffel 1 (2. Platz)
- 2017/18 – Verbandsliga Württemberg (13. Platz)
- 2018/19 – Verbandsliga Württemberg (3. Platz)
- 2019/20 – Verbandsliga Württemberg (6. Platz)
- 2020/21 – Verbandsliga Württemberg (16. Platz)
- 2021/22 – Verbandsliga Württemberg (13. Platz)
- 2022/23 – Verbandsliga Württemberg (18. Platz)

## Bekannte ehemalige Spieler
- Robin Dutt, Trainer beim Wolfsberger AC, ehemaliger Vorstand Sport beim VfB Stuttgart, Trainer beim VfL Bochum, Werder Bremen, Bayer 04 Leverkusen, SC Freiburg und Stuttgarter Kickers sowie Sportdirektor beim Deutschen Fußball-Bund
- Marcus Mann, Sportdirektor bei Hannover 96, ehemals Spieler bei 1899 Hoffenheim II,  SV Wehen Wiesbaden, 1. FC Saarbrücken, Stuttgarter Kickers und Karlsruher SC II, Sportlicher Leiter beim 1. FC Saarbrücken und Sportchef der Nachwuchsabteilung der TSG 1899 Hoffenheim
- Michael Schürg, ehemaliger Spieler beim  SGV Freiberg, SSV Ulm 1846, den Stuttgarter Kickers, SV Darmstadt 98, Wormatia Worms und dem FC Nöttingen; inzwischen wieder bei der SKV Rutesheim
- Daniel Elfadli, Spieler beim Bundesligisten Hamburger SV, zuvor beim Zweitligisten 1. FC Magdeburg, SSV Reutlingen, FC Nöttingen, VfR Aalen und SKV Rutesheim

## Spielstätte
Die Fußballabteilung der SKV Rutesheim trägt ihre Heimspiele im Sportpark Bühl aus. Neben dem 1986 erbauten Stadion Bühl (mit Laufbahn), das einen hochwertigen Kunstrasenbelag besitzt, stehen zwei Rasenspielfelder (Spitzwiesen und neuer Rasenplatz), ein weiterer Kunstrasenplatz, ein Jugendkleinspielfeld und für den Trainingsbetrieb ein Kunststoff-Mehrzweckplatz sowie ein DFB-Minispielfeld (mit Kunstrasenbelag) zur Verfügung. Außerdem gibt es noch die Sporthallen Bühl I und II. Vor 1986 war der Verein auf dem ehemaligen Sportplatz Schelmenäcker hinter der heutigen Rutesheimer Festhalle heimisch. Auf dem ehemaligen Sportplatz steht heute ein Wohngebiet.